# Пактол
Пактол (грец. Πακτωλός; нині Сарт — тур. Sart) — невелика річка в Малій Азії, в історичній області Лідія. Бере початок на горі Тмол, протікає поблизу міста Сарди, впадає в річку Герм (Гедиз), яка у свою чергу впадає в Егейське море. Сьогодні річка географічно знаходиться у Туреччині.

## Легенди
За однією з легенд цар Мідас отримав від Діоніса дар перетворювати усе, до чого торкалося його тіло, в золото. Через деякий час, накопичивши гори золота, Мідас збагнув, що його чекає голодна смерть, оскільки їжа, до якої торкалися його руки чи губи відразу перетворювалась на жовтий метал. Усе ж Діоніс змилувався над царем і звелів змити з себе гріх жадоби у водах Пактола, пісок якого відтоді став золотоносним.
За іншою легендою своїми незліченними багатствами цар Крез був зобов'язаний водам Пактола.